# Louisiana (film fra 1919)
 For alternative betydninger, se Louisiana. (Se også artikler, som begynder med Louisiana)
Louisiana er en amerikansk stumfilm fra 1919 af Robert G. Vignola.

## Medvirkende
- Vivian Martin som Louisiana Rogers
- Robert Ellis som Laurence Ferol
- Noah Beery som Lem Rogers
- Arthur Allardt som Cass Floyd
- Lillian West som Olivia Ferol